# Gutknecht-Pyrazinsynthese
Die Gutknecht-Pyrazinsynthese, auch Gutknecht-Kondensation genannt, ist eine Namensreaktion in der organischen Chemie. Die Reaktion ist nach dem Chemiker Hermann Gutknecht benannt, der 1879 erstmals über die Reduktion von α-Oximinoketonen berichtete.

## Übersichtsreaktion
Bei der Gutknecht-Pyrazinsynthese cyclisieren 2 Äquivalente eines α-Aminoketons zu einem Pyrazin-Derivat. Ausgangspunkt für die Synthese ist ein Keton. Als Zwischenprodukt wird durch Reaktion mit salpetriger Säure ein α-Oximinoketon gebildet.
Bei den Resten R1 und R2 handelt es sich um Organylreste.

## Reaktionsmechanismus
Nachfolgend wird ein möglicher Reaktionsmechanismus für die Gutknecht-Pyrazinsynthese beschrieben:
Im ersten Teil der Reaktion wird ein α-Aminoketon aus einem Keton dargestellt. Das Keton reagiert dazu zunächst in seiner Enol-Form 1 mit salpetriger Säure (2). Durch internen Protonentransfer und Eliminierung von Wasser entsteht das α-Nitrosylketon 3. Dessen Oximino-Tautomer 4 wird anschließend zum α-Aminoketon 5 reduziert.
Im zweiten Teil der Reaktion kommt es zur Dimerisierung zweier Äquivalente des α-Aminoketons 5. Dazu greift zunächst die Aminogruppe des einen Moleküls den Carbonyl-Kohlenstoff des anderen Moleküls nucleophil an. Aus dem so entstandenen Zwitter-Ion bildet sich durch Protonentransfer die Verbindung 6. Analog dazu bildet sich im nächsten Schritt die cyclische Verbindung 7. Durch zweimalige Eliminierung von Wasser entsteht das Dihydropyrazin 8, welches abschließend zum Pyrazin-Derivat 9 oxidiert werden kann.